# Marlborough (Wielka Brytania)
Marlborough (wym. /ˈmɔːlbrə/) – miasto w Wielkiej Brytanii, w Anglii w hrabstwie Wiltshire, położone nad rzeką Kennet, między Londynem a Bath. Główna ulica, High Street, uchodzi za jedną z najszerszych w Wielkiej Brytanii.

## Historia
Na terytorium miasta odkryto tumulus świadczący o zamieszkiwaniu tych terenów w czasach prehistorycznych. Znaleziono również monety rzymskie, co świadczy o zamieszkaniu tego terenu w okresie panowania Rzymian. Pierwsza wzmianka o mieście pochodzi z 1087 r. W mieście istniał zamek; Ryszard I podarował go bratu w 1186. Zamek popadł w ruinę w XIV w. W roku 1653 miasto strawił pożar, spalając 250 domów; kolejne pożary miały miejsce w latach 1679 i 1690. Parlament wydał ustawę zabraniającą w mieście krycia dachów słomą.

## Marlborough w kulturze
- Legenda głosi, że miasto było miejscem pochowania Merlina a nazwa miasta jest zniekształconym Merlin's Barrow[3].